# Противовъздушна кула
Противовъздушните кули (на немски: Flakturm) са осем комплекса от големи наземни бетонни кули, въоръжени с противовъздушни оръдия, които са построени от Третия райх в Берлин (3), Хамбург (2) и Виена (3) след 1940 г. По-малки зенитни кули са строени при ключови предни постове, като например в Анже, Хелголанд и Трондхайм.
Кулите се използват от Луфтвафе за отбрана срещу съюзническите въздушни нападения над тези градове през Втората световна война. Служат и като бомбоубежища за десетки хиляди граждани.

## История
След удара на британските ВВС срещу Берлин през 1940 г., Хитлер нарежда построяването на три масивни кули за противовъздушна отбрана, които да бранят столицата от вражеските въздушни набези. Всяка кула разполага с радарна инсталация с радарна чиния, която може да се скрива зад дебел стоманобетонен купол за защита. Хитлер се интересува от дизайна на кулите и дори нахвърля някои скици. Построени са за шест месеца. Приоритетът на проекта е такъв, че разписанието на немските национални железници е променено така, че да улеснява доставките на бетон, стомана и дърво към строителните площадки.
С бетонни стени, достигащи дебелина от 3,5 m, зенитните кули се считат от създателите си за неуязвими срещу стандартните атаки на британските тежки бомбардировачи по това време.
Кулите могат да поддържат скорострелност от 8000 изстрела в минута чрез оръдията си в радиус от 14 km. Повечето са снабдени с 2-cm-Flak-Vierling 38, но само 12,8-cm-Flak 40 имат ефективен обсег, за да контрират тежки бомбардировачи. Три противовъздушни кули в покрайнините на Берлин създават триъгълник от ПВО, който покрива центъра на града.
Противовъздушните кули са проектирани също с идеята да се използват наземни бункери като бомбоубежища за гражданите, имайки място за 10 000 души и болнично отделение вътре. Кулите образуват свои собствени общества по време на битката за Берлин, като някои кули са побирали до 30 000 берлинчани по време на сраженията. Тези кули са били едни от най-безопасните места в нападнатия град и следователно са едни от последните места, предали се на Червената армия, след като им свършват запасите.
Докато нападат Берлин, съветските сили намират за изключително друдно да нанасят щети по противовъздушни кули, дори и с най-големите си оръдия, като например 203-mm гаубица M1931. Съветските сили като цяло маневрират около кулите и едва накрая изпращат части, които да ги принудят да се предадат. За разлика от повечето части на Берлин, кулите биват пълни с амуниции и запаси.
След войната разрушаването на кулите е счетено за твърде трудно и много от тях са запазени и до днес, като някои от тях се използват за други цели.

## Проекти
Всеки противовъздушен комплекс е съставен от:
- G-кула (на немски: Gefechtsturm) или бойна кула (оръдейна кула)
- L-кула (на немски: Leitturm) или водеща кула (командна кула)

- Първо поколение
  - G-кулите са 70,5 m × 70,5 m × 39 m, обикновено въоръжени с четири 12,8-cm-Flak 40, осем 2-cm-Flak-Vierling 38 и много 3,7-cm-Flak-Zwilling 43 оръдия.
  - L-кулите са 50 m × 23 m × 39 m, обикновено снабдени с четири 20-mm оръдия.
- Второ поколение
  - G-кулите са 57 m × 57 m × 41,6 m, обикновено въоръжени с осем 128-mm и четири 20-mm оръдия.
  - L-кулите са 50 m × 23 m × 44 m, обикновено снабдени с десет 20-mm оръдия.
- Трето поколение
  - G-кулите са 43 m × 43 m × 54 m, обикновено въоръжени с осем 128-mm и осем 20-mm оръдия.

Оценката на дори по-големи батарейни кули е упълномощена от Хитлер. Те са щели да бъдат три пъти по-големи и с три пъти повече бойна мощ от противовъздушните кули.

## Кули

### Flakturm I – Берлински зоопарк, Берлин
Първо поколение.
- G-кулата е унищожена от британците към края на войната. 52° с. ш. 13° и. д. / 52.509886° с. ш. 13.335862° и. д.
- L-кулата е унищожена след войната. 52° с. ш. 13° и. д. / 52.511722° с. ш. 13.339678° и. д.

- Противовъздушни части върху кулата в зоопарка.
- Немски 2-cm-Flak-Vierling 38 отряд на кулата, 16 април 1942 г.

### Flakturm II – Фридрихсхайн, Берлин
Първо поколение.
- G-кулата е отчасти разрушена след войната. Едната ѝ част все още е видима. 52° с. ш. 13° и. д. / 52.526522° с. ш. 13.431886° и. д.
- L-кулата е разрушена след войната. 52° с. ш. 13° и. д. / 52.527884° с. ш. 13.438582° и. д.

Основите на двете кули са покрити и днес представляват хълмове в народния парк Фридрихсхайн. G-кулата, позната сред местните като Mont Klamott („Планина от отломки“), вдъхновява песни на Волф Бирман.

### Flakturm III – Хумболтхайн, Берлин
Първо поколение.
- G-кулата е частично разрушена след войната. Едната ѝ част все още е видима, а вътрешността ѝ може да бъде разгледана. 52° с. ш. 13° и. д. / 52.547238° с. ш. 13.384961° и. д.
- L-кулата е частично разрушена след войната, като някои от стените все още се виждат. 52° с. ш. 13° и. д. / 52.544092° с. ш. 13.387326° и. д.

- G-кулата на Flakturm III.

### Flakturm IV – Хейлигенгайстфелд, Хамбург
Първо поколение.
- G-кулата е преобразувана в нощен клуб с музикално училище. Тази кула съдържа шест нива, като включва в себе си бомбоубежище, две идентични помещения за предпазване от газови атаки. Те са с площ от 300 m2 и имат шест прозореца.[4]53° с. ш. 9° и. д. / 53.556212° с. ш. 9.970104° и. д.
- L-кулата е унищожена след войната и заменена от сграда, собственост на T-Mobile. 53° с. ш. 9° и. д. / 53.55285° с. ш. 9.967314° и. д.

- G-кулата на Flakturm IV

### Flakturm VI – Вилхелмсбург, Хамбург
Второ поколение.
- G-кулата е запазена и до днес. 53° с. ш. 9° и. д. / 53.51006° с. ш. 9.98993° и. д.
- L-кулата е разрушена след войната.

- G-кулата на Flakturm VI.

### Flakturm V – Щифтсказерне, Виена
Трето поколение
- G-кулата се използва от австрийската армия. 48° с. ш. 16° и. д. / 48.201734° с. ш. 16.355853° и. д.
- L-кулата се използва за публичен аквариум от 1957 г. Външната ѝ част се използва като стена за катерене.[5]48° с. ш. 16° и. д. / 48.197719° с. ш. 16.352495° и. д.

- G-кулата на Flakturm V.
- L-кулата на Flakturm V.

### Flakturm VII – Аугартен, Виена
Трето поколение.
- G-кулата е празна. Североизточните и половината от източните оръдейни платформи са премахнати през 2007 г., поради лошо състояние. Самата кула е подсилена със стоманени кабели, опасващи цялата структура. Кулата е дом на хиляди гълъби. Западната част на сградата се използва като телекомуникационна кула. 48° с. ш. 16° и. д. / 48.22563° с. ш. 16.372815° и. д.
- L-кулата е празна. Обмисля се възможността да се използва като място за съхранение на компютри или като лятно кино. 48° с. ш. 16° и. д. / 48.227896° с. ш. 16.377992° и. д.

- G-кулата на Flakturm VII.
- L-кулата на Flakturm VII.

### Flakturm VIII – Аренбергпарк, Виена
Второ поколение.
- - G-кулата се използва като склад за произведения на изкуството. 48° с. ш. 16° и. д. / 48.198608° с. ш. 16.392943° и. д.
  - L-кулата е празна. 48° с. ш. 16° и. д. / 48.198186° с. ш. 16.390736° и. д.

- G-кулата на Flakturm VIII.
- L-кулата на Flakturm VIII.